# Murberge
Die Murberge (auch Tamsweg-Seckauer Höhenzug oder Stolzalpenzug) sind ein rund 60 Kilometer langer Gebirgszug der Zentralalpen. Sie bilden den Übergang der Niederen Tauern zu den Gurktaler Alpen und befinden sich in den österreichischen Bundesländern Salzburg und Steiermark. Die höchste Erhebung ist mit 2140 m ü. A. der Gstoder im kleinen salzburgischen Teil.

## Lage und Landschaft
Die Murberge erstrecken sich von Tamsweger Becken bis zum Judenburg-Knittelfelder Becken bei Zeltweg. Sie sind ein Zug mit inneralpinem Mittelgebirgscharakter, der die Mur im engen Oberen Murtal im Lungau und der Obersteiermark nördlich begleitet. Sie werden durch markante Tiefenlinien gegliedert, und sind damit eine Aneinanderreihung mehrerer Bergstöcke.

## Einordnung, Abgrenzung und benachbarte Gebirgsgruppen
Die Bezeichnung Murberge ist nicht ortsüblich, wurde aber schon im 19. Jahrhundert verwendet. Der Name Tamsweg-Seckauer Höhenzug geht auf Böhm (1887) zurück, Strzygowskj prägte 1951 den Namen Stolzalpenzug.
Die Nordgrenze bildet das Murparalleltal, ein unvollständiger Talzug, der sich fast von den hohen Tauern bis über den Semmering hinaus nördlich der Mur-Mürz-Furche erstreckt. Es verläuft hier:
Tamsweg an der Mur – Leißnitzbach über Sauerfeld – Schwarzenbichl (Sattel von Seetal, ca. 1240 m) – Seetaler Bach (Rantental) – Talquerung am Rantenbach bei Ocherling – Künstenbach bis Schöder – Schöderbach bis St. Peter am Kammersberg – Urtlbach –  Kammersberger Höhe (Buttererkreuz 1072 m ü. A.) – Eselsbergbach bis Oberwölz – Schöttlbach – Salchauer Bach – Sattel beim Dürregger  (ca. 1225 m) – Raggasbach – Schönbergerbach – Hocheggersattel (1318 m ü. A.) – Gföllbach  – Blahbach – Unterzeiring im Pölstal
Die Südabgrenzung bildet die Mur, aufwärts ab Zeltweg.
Salzburgerseits wird im Westen auch der untere Thomatalbach als Südgrenze gesehen (Murtal von St. Margarethen im Lungau bis Tamsweg als Nordgrenze), womit der Schwarzenberg (Hochkopf 1779 m ü. A.) nördlich Thomatal noch dazugehört; dieser Berg wird, weil südlich der Mur liegend  meist schon zu den Nockbergen der Gurktaler Alpen gerechnet. Steirischerseits zieht man die Grenze nicht über Schwarzenbichl (Seetal), sondern nördlicher Prebersee (Prebersattel 1527 m ü. A.) – Rantenbach (Krakautal) – Krakauebene – Künstenbach; damit fällt der Überling-Höhenzug (Wengerkopf 1797 m ü. A.) noch in die Gruppe.
In der Landschaftsgliederung der Steiermark bilden sie eine der Untergruppen der Zentralalpen (Z.1), und sind nicht den Niederen Tauern (NT) zugeordnet, deren Vorlagerung zu bilden.  Auf die Zugehörigkeit zum Kärntner Mittelgebirge (Gurktaler Alpen und angrenzende Gruppen), nicht den Tauern, wies schon Johann Sölch 1928 in seiner Landschaftsgliederung hin.
Trotz ihrer landschaftlichen und geologischen Eigenständigkeit werden die Murberge in orographischen Gliederungssystemen (wie der AVE) den nördlich angrenzenden Tauerngruppen zugeteilt: Sie sind durch mehrere Durchbruchstäler gegliedert, insbesondere der Wölzer Bach als Trennung von Schladminger Tauern nordwestlich und Wölzer Tauern nordöstlich ordnet sie orographisch jeweils diesen beiden Gruppen zu.
Ganz im Osten grenzt an der unteren Pölsen der Gaaler Höhenzug der Seckauer Alpen an. Ganz im Westen stoßen die Murberge bei der Grenzziehung bei St. Margarethen auch an den Hochfeindzug, den Südwestausläufer der Radstädter Tauern.
Ortsüblich werden auch die Berge südlich der Mur zu den Murbergen gerechnet (Murauer Alpen im weiteren Sinne), das umfasst insbesondere die Metnitzer Berge (Mur aufwärts bis Stadl/Flattnitzer Höhe) und teils auch die nördlichen Nockberge der Gurktaler Alpen, im Allgemeinen aber nicht die Seetaler Alpen südöstlich (Mur bis Teufenbach/Neumarkter Sattel). Eingeschränkter ist der Begriff der Murauer Berge nach Trimmel.

## Gliederung und Gipfel

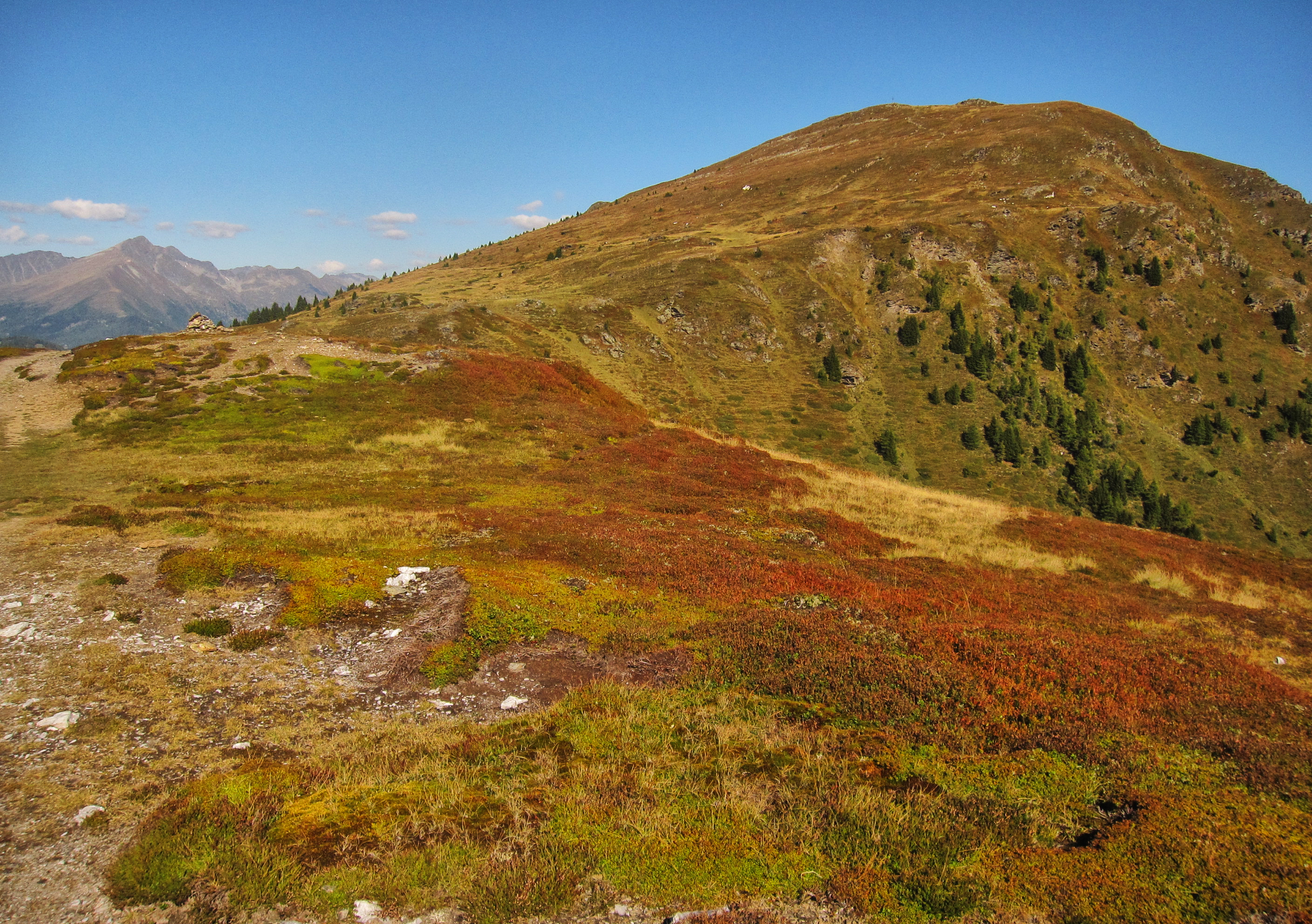
Gstoder, Gipfelflur

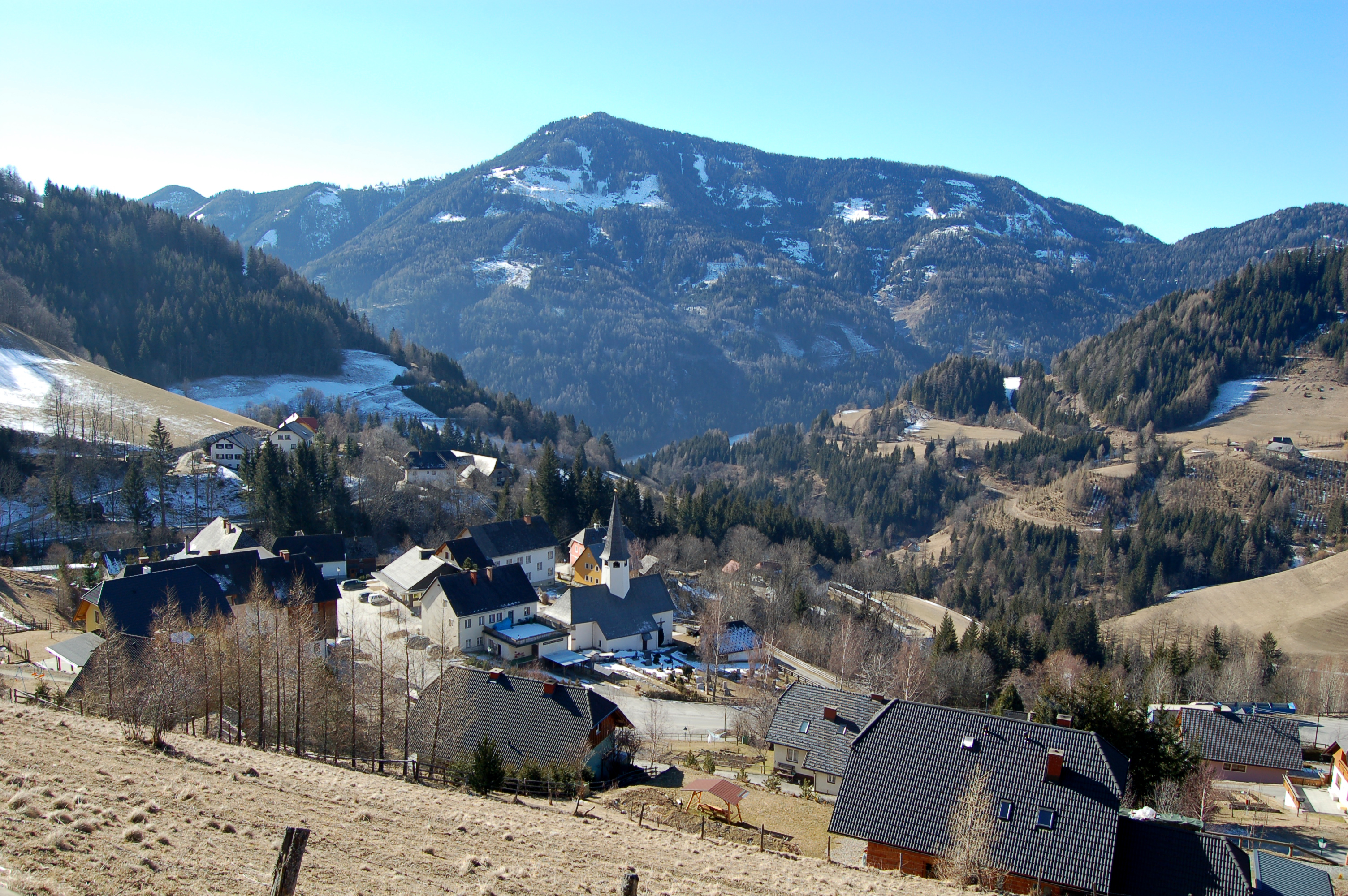
Pleschaitz

Die Gruppe zerfällt an Rantenbach, Katschbach und Wölzer Bach und mit der Abgrenzung bei St. Margarethen auch der Mur, die jeweils Nordwest nach Südost durchbrechen, in mehrere Massive.
Die wichtigsten Gipfel der Murberge von West nach Ost:
| Name         | Land                | Höhe | Gruppe        | Zuordnung auch                         |
| ------------ | ------------------- | ---- | ------------- | -------------------------------------- |
| Hochkopf     | Salzburg            | 1779 | Schwarzenberg | Gurktaler Alpen: Nockberge             |
| Lasaberg     | Salzburg            | 1935 | Gstoder       |                                        |
| Wengerkopf   | Salzburg/Steiermark | 1797 | Überling-Zug  | Schladminger Tauern: Preber-Gruppe     |
| Weidschober  | Salzburg/Steiermark | 1789 | Überling-Zug  |                                        |
| Gstoder      | Salzburg/Steiermark | 2140 | Gstoder       | Schladminger Tauern: Preber-Gruppe     |
| Kramerkogel  | Steiermark          | 1802 | Gstoder       |                                        |
| Stolzalpe    | Steiermark          | 1817 | Stolzalpe     | Schladminger Tauern: Knallstein-Gruppe |
| Pleschaitz   | Steiermark          | 1797 | Pleschaitz    | Wölzer Tauern: Schoberspitzengruppe    |
| Bocksruck    | Steiermark          | 1763 | Bocksruck     | Wölzer Tauern: Pusterwalder Berge      |
| Schwarzkogel | Steiermark          | 1627 | Bocksruck     |                                        |
| Habring      | Steiermark          | 1497 | Bocksruck     |                                        |